# Arnau Julià i Bonmatí
Arnau Julià i Bonmatí (Anglès, la Selva, 1974) és un bomber, alpinista i corredor de muntanya i ultrafons català.
Bomber de professió, forma part del equip de rescat de la Generalitat de Catalunya del Grup de Recolzament d'Actuacions Especials (GRAE), és un veterà corredor de fons i de muntanya i utrafons especialitzat en l'ultratrail. Gràcies a la seva tasca professional, també està força vinculat a la muntanya i a l'escalada. De jove es dedicà molt a escalar en roca. El 2006 va formar part d'una expedició a l'Everest amb alpinistes de Girona, en què un company va fer cim i ell es va quedar a 8.350 metres, sense oxigen, i anant sol, va decidir baixar.
Entre els seus reptes aconseguits en aquest camp esportiu es troba el d'haver completat l'any 2011 dues vegades la travessa de Carros de Foc en menys de 24 hores, concretament amb un temps de 23 hores, 59 minuts i 40 segons. Dos anys després d'aconseguir aquest repte, el 2013, Arnau Julià guanya la TDS (Sur les Traces de les Ducs de Savoie), la primera proba de la 11a Ultra-Trail du Mont-Blanc (UTMB) amb un crono de 15h09', una prova que es desenvolupà en un recorregut de 119 quilòmetres de longitud i 7.250 metres de desnivell positiu acumulat. Aquest mateix any també es convertí en campió de Catalunya de curses d'Ultraresistència, després de quedar segon en l'Ultra Trail de Barcelona, una prova que va començar a Sitges i va tenir un recorregut de 114 quilòmetres i un desnivell de 5.000 metres. L'any 2014 aconseguí el repte de completar l'ascens a 11 pics de més de 3.000 metres en menys de 30 hores.